# Космический лифт

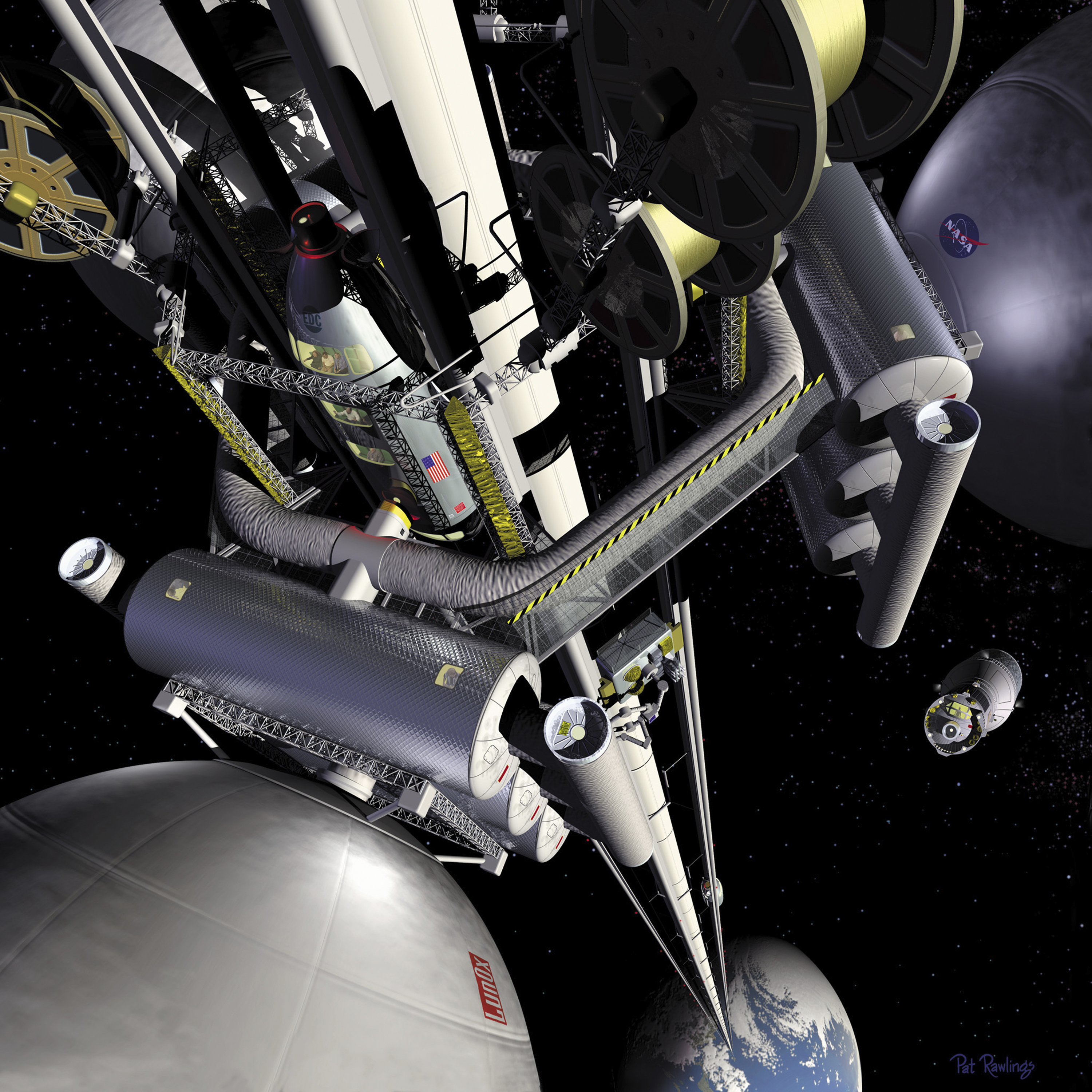
Художественная фантазия: вид на космический лифт, поднимающий с Земли грузы на орбитальную станцию, — «космический порт»

Косми́ческий лифт — концепция гипотетического инженерного сооружения для безракетного запуска грузов в космос. Конструкция основана на применении троса, протянутого от поверхности планеты к орбитальной станции, находящейся на геостационарной орбите. Впервые подобную мысль высказал Константин Циолковский в 1895 году, детальную разработку идея получила в трудах Юрия Арцутанова.
Трос удерживается одним концом на поверхности планеты (Земли), а другим — в неподвижной относительно планеты точке выше геостационарной орбиты (ГСО). По тросу поднимается подъёмник, несущий полезный груз.
От троса требуется чрезвычайно большая прочность на разрыв в сочетании с низкой плотностью. Углеродные нанотрубки по теоретическим расчётам представляются подходящим материалом. Если допустить пригодность их для изготовления троса, то создание космического лифта является решаемой инженерной задачей, хотя и требует использования передовых разработок и больших затрат иного рода. НАСА уже финансирует соответствующие разработки американского Института научных исследований, включая разработку подъёмника, способного самостоятельно двигаться по тросу.
Предположительно, такой способ в перспективе может быть на порядки дешевле использования ракет-носителей.

## Конструкция

Есть несколько вариантов конструкции. Почти все они включают основание (базу), трос (кабель), подъёмники и противовес.

### Основание
Основание космического лифта — это место на поверхности планеты, где прикреплён трос и начинается подъём груза. Оно может быть подвижным, размещённым на океанском судне. Преимущество подвижного основания — возможность совершения манёвров для уклонения от ураганов и бурь. Преимущества стационарной базы — более дешёвые и доступные источники энергии, и возможность уменьшить длину троса. Разница в несколько километров троса сравнительно невелика, но может помочь уменьшить требуемую толщину его средней части и длину части, выходящей за геостационарную орбиту. Дополнительно к основанию может быть размещена площадка на стратостатах для уменьшения веса нижней части троса с возможностью изменения высоты для избежания наиболее бурных потоков воздуха, а также гашения излишних колебаний по всей длине троса.

### Силы в тросе
Прежде чем искать материал определим силу в каждой точке троса. 1 — сила тяготения, убывающая с расстоянием от Земли. 2 — центробежная сила вращения. 3 — сила Кориолиса, 4 — ветра, давление воздушных масс. 5 — сила натяжения двигателями в космосе. Трос должен быть изготовлен из материала с чрезвычайно высоким отношением предела прочности к удельной плотности. Космический лифт будет экономически оправдан, если можно будет производить в промышленных масштабах за разумную цену трос плотности, сравнимой с графитом, и прочностью около 65—120 гигапаскалей. Для сравнения, прочность большинства видов стали — около 1 ГПа, и даже у прочнейших её видов — не более 5 ГПа, причём сталь тяжела. У гораздо более лёгкого кевлара прочность в пределах 2,6—4,1 ГПа, а у кварцевого волокна — до 20 ГПа и выше. Теоретическая прочность алмазных волокон может быть немного выше.
Углеродные нанотрубки должны, согласно теории, иметь прочность на растяжение гораздо выше, чем требуется для космического лифта. Однако технология их получения в промышленных количествах и сплетения их в кабель только начинает разрабатываться. Теоретически их прочность должна быть более 120 ГПа, но на практике самая высокая прочность на растяжение однослойной нанотрубки была 52 ГПа, а в среднем они ломались в диапазоне 30—50 ГПа. Самая прочная нить, сплетённая из нанотрубок, будет менее прочной, чем её компоненты. Исследования по улучшению чистоты материала трубок и по созданию разных их видов продолжаются.
В эксперименте учёных из университета Южной Калифорнии (США) однослойные углеродные нанотрубки продемонстрировали удельную прочность, в 117 раз превышающую показатели стали и в 30 — кевлар. Удалось выйти на показатель в 98,9 ГПа, максимальное значение длины нанотрубки составило 195 мкм. Эксперименты учёных из Технологического университета Сиднея позволили создать графеновую бумагу. Испытания образцов показали, что плотность материала в пять-шесть раз ниже, чем у стали, при этом прочность на разрыв в десять раз выше, чем у углеродистой стали. При этом графен является хорошим проводником электрического тока, что позволяет использовать его для передачи мощности подъёмнику в качестве контактной шины. В июне 2013 года инженеры из Колумбийского университета США сообщили о новом прорыве: благодаря новой технологии получения графена удаётся получать листы с размером по диагонали в несколько десятков сантиметров и прочностью лишь на 10 % меньше теоретической.
Технология плетения таких волокон ещё только зарождается. По заявлениям некоторых учёных, даже углеродные нанотрубки никогда не будут достаточно прочны для изготовления троса космического лифта.

#### Утолщение троса
Космический лифт должен выдерживать по крайней мере свой вес, весьма немалый из-за длины троса. Утолщение, с одной стороны, повышает прочность троса, с другой — прибавляет его вес, а, следовательно, и требуемую прочность. Нагрузка на него будет различаться в разных местах: в одних случаях участок троса должен выдерживать вес сегментов, находящихся ниже, в других — выдерживать центробежную силу, удерживающую верхние части троса на орбите. Для удовлетворения этому условию и для достижения оптимальности троса в каждой его точке толщина его будет непостоянной.
Можно показать, что с учётом гравитации Земли и центробежной силы (но не учитывая меньшее влияние Луны и Солнца) сечение троса в зависимости от высоты будет описываться следующей формулой:
{\displaystyle A(r)=A_{0}\,\exp \left[{\frac {\rho }{s}}\left[{\frac {1}{2}}\omega ^{2}(r_{0}^{2}-r^{2})+g_{0}r_{0}\left(1-{\frac {r_{0}}{r}}\right)\right]\right]}
Здесь {\displaystyle A(r)} — площадь сечения троса как функция расстояния {\displaystyle r} от центра Земли.
В формуле используются следующие константы:
- {\displaystyle A_{0}} — площадь сечения троса на уровне поверхности Земли.
- {\displaystyle \rho } — плотность материала троса.
- {\displaystyle s} — предел прочности материала троса.
- {\displaystyle \omega } — круговая частота вращения Земли вокруг своей оси, 7,292⋅10−5 радиан в секунду.
- {\displaystyle r_{0}} — расстояние между центром Земли и основанием троса. Оно приблизительно равно радиусу Земли — 6378 км.
- {\displaystyle g_{0}} — ускорение свободного падения у основания троса, 9,780 м/с².

Это уравнение описывает трос, толщина которого сначала экспоненциально увеличивается, потом её рост замедляется на высоте нескольких земных радиусов, а потом она становится постоянной, достигнув в конце концов геостационарной орбиты. После этого толщина снова начинает уменьшаться.
Таким образом, отношение площадей сечений троса у основания и на ГСО (r = 42 164 км) есть:
{\displaystyle {\frac {A(r_{\mathrm {GEO} })}{A_{0}}}=\exp \left[{\frac {\rho }{s}}\times 4,832\times 10^{7}\,\mathrm {\frac {m^{2}}{s^{2}}} \right]}
Подставив сюда плотность и прочность для различных материалов и разного диаметра троса на уровне Земли, получим таблицу диаметров троса на уровне ГСО. Расчёт вёлся из условия, что лифт будет стоять «сам по себе», без нагрузки — поскольку материал троса уже испытывает растяжение от собственного веса (причём эти нагрузки близки к максимально допустимым для данного материала).
| Материал                        | Плотность {\displaystyle \rho }, кг/м³ | Предел прочности {\displaystyle s}, ×109 Па | Сечение троса на уровне Земли | Сечение троса на уровне Земли | Сечение троса на уровне Земли | Сечение троса на уровне Земли |
| ------------------------------- | -------------------------------------- | ------------------------------------------- | ----------------------------- | ----------------------------- | ----------------------------- | ----------------------------- |
| Материал                        | Плотность {\displaystyle \rho }, кг/м³ | Предел прочности {\displaystyle s}, ×109 Па | 1 м2                          | 0,1 м2                        | 0,01 м2                       | 1000 мм2                      |
| Сталь Ст3 горячекатаная         | 7760                                   | 0,37                                        | 1,31·10440                    | 1,31·10439                    | 1,31·10438                    | 1,31·10437                    |
| Сталь высоколегированная 30ХГСА | 7780                                   | 1,4                                         | 4,14·10116                    | 4,14·10115                    | 4,14·10114                    | 4,14·10113                    |
| Паутина                         | 1000                                   | 2,5                                         | 248·106                       | 24,8·106                      | 2,48·106                      | 0,248·106                     |
| Углеволокно                     | 1900                                   | 4                                           | 9269·106                      | 926,9·106                     | 92,69·106                     | 9,269·106                     |
| Углеродные нанотрубки           | 1900                                   | 90                                          | 2,773                         | 2,773·10−1                    | 2,773·10−2                    | 2,773·10−3                    |

Из таблицы следует, что построить лифт из современных конструкционных сталей нереально. Единственный выход — искать материалы с более низкой плотностью и очень высокой прочностью.
Например, в таблицу включена паутина (паучий шёлк). Существуют различные экзотические проекты по добыче паутины на «паучьих фермах». В последнее время[когда?] появились сообщения, что с помощью генной инженерии удалось внедрить в организм козы ген паука, кодирующий белок паутины. Теперь молоко генномодифицированной козы содержит паучий белок. Можно ли получить из этого белка материал, напоминающий паутину по своим свойствам, пока не известно, хотя такие разработки ведутся
Ещё одно перспективное направление — углеволокно и углеродные нанотрубки. Углеволокно успешно применяется в промышленности уже сегодня. Нанотрубки обладают примерно в 20 раз большей прочностью, но технология получения этого материала пока не вышла из лабораторий. Таблица строилась из предположения, что плотность троса из нанотрубок такая же, как из углеволокна.
Ниже перечислены ещё несколько экзотических способов построения космического лифта:
- Поднять повыше основание троса. Из-за наличия экспоненты в уравнении даже небольшое поднятие основания позволит сильно понизить толщину троса. Предлагаются башни высотой до 100 км[12] [неавторитетный источник], которые, кроме экономии на тросе, позволят избежать влияния атмосферных процессов.
- Сделать основание лифта подвижным. Движение даже со скоростью 100 м/с уже даст выигрыш в круговой скорости на 20 % и сократит длину кабеля на 20—25 %, что облегчит его на 50 и более процентов.
- Вместо троса использовать условные силовые линии магнитного поля Земли Магнитный «Космический лифт».
- Использовать секции с воздушными шарами с интервалом несколько километров для разгрузки троса. Понадобится дополнительная система поддержания давления газа в шарах, однако, такой подход позволит существенно снизить требования к плотности материала троса. Ещё один недостаток такого подхода — небольшая максимальная высота, при которой шары могут обеспечивать подъёмную силу. Максимальная зарегистрированная высота полёта стратостата составляет 41,4 км.

### Противовес
Противовес может быть создан двумя способами — путём привязки тяжёлого объекта (например, астероида, космического поселения или космического дока) за геостационарной орбитой или продолжения самого троса на значительное расстояние за геостационарную орбиту. Второй вариант интересен тем, что с конца удлинённого троса проще запускать грузы на другие планеты, поскольку он обладает значительной скоростью относительно Земли.

### Угловой момент, скорость и наклон

При движении подъёмника вверх лифт наклоняется на 1 градус, поскольку верхняя часть лифта движется вокруг Земли быстрее, чем нижняя (эффект Кориолиса). Масштаб не сохранен

Горизонтальная скорость каждого участка троса растёт с высотой пропорционально расстоянию до центра Земли, достигая на геостационарной орбите первой космической скорости. Поэтому при подъёме груза ему нужно получить дополнительный угловой момент (горизонтальную скорость).
Угловой момент приобретается за счёт вращения Земли. Сначала подъёмник движется чуть медленнее троса (эффект Кориолиса), тем самым «замедляя» трос и слегка отклоняя его к западу. При скорости подъёма 200 км/ч трос будет наклоняться на 1°. Горизонтальная компонента натяжения в невертикальном тросе тянет груз в сторону, ускоряя его в восточном направлении — за счёт этого лифт приобретает дополнительную скорость. По третьему закону Ньютона трос замедляет Землю на небольшую величину, и противовес — на существенно большую величину, в результате замедления вращения противовеса трос начнёт наматываться на Землю.
В то же время влияние центробежной силы заставляет трос вернуться в энергетически выгодное вертикальное положение, так что он будет находиться в состоянии устойчивого равновесия. Если центр тяжести лифта будет всегда выше геостационарной орбиты независимо от скорости подъёмников, он не упадёт.
К моменту достижения грузом геостационарной орбиты его угловой момент достаточен для вывода груза на орбиту. Если груз не высвободить с троса, то, остановившись вертикально на уровне ГСО, он будет находиться в состоянии неустойчивого равновесия, а при бесконечно малом толчке вниз сойдёт с ГСО и начнёт опускаться на Землю с вертикальным ускорением, при этом замедляясь в горизонтальном направлении. Потеря кинетической энергии от горизонтальной составляющей при спуске будет передаваться через трос угловому моменту вращения Земли, ускоряя её вращение. При толчке вверх груз также сойдёт с ГСО, но в противоположном направлении, то есть начнёт подниматься по тросу с ускорением от Земли, достигнув конечной скорости на конце троса. Поскольку конечная скорость зависит от длины троса, её величина таким образом может быть задана произвольно. Ускорение и прирост кинетической энергии груза при подъёме, то есть его раскручивание по спирали, будут происходить за счёт вращения Земли, которое при этом замедлится. Процесс полностью обратим, то есть если на конец троса надеть груз и начать его опускать, сжимая по спирали, то угловой момент вращения Земли соответственно увеличится.
При спуске груза будет происходить обратный процесс, наклоняя трос на восток.

### Запуск в космос
На конце троса высотой в 144 000 км тангенциальная составляющая скорости составит 10,93 км/с, что более чем достаточно, чтобы покинуть гравитационное поле Земли (достичь Второй космической скорости). Если объекту позволить свободно скользить по верхней части троса, его скорости хватит, чтобы покинуть Солнечную систему (Третья космическая скорость). Это произойдёт за счёт перехода суммарного углового момента троса (и Земли) в скорость запущенного объекта.
Для достижения ещё больших скоростей можно удлинить трос или ускорить груз за счёт электромагнетизма.

### На других планетах
Космический лифт можно строить и на других планетах. Причём чем меньше сила тяжести на планете и чем быстрее она вращается, тем легче осуществить строительство.
На Марсе построить космический лифт можно даже с помощью существующих материалов. Однако помехой для марсианского космического лифта могут стать Фобос и Деймос (Фобос находится ниже, а Деймос — несколько выше стационарной орбиты). Теоретически можно использовать один из этих спутников в качестве противовеса, однако изменение орбиты таких тяжёлых объектов потребует огромных затрат энергии.
На Луне стационарной орбиты нет, однако для строительства лифта можно использовать точки Лагранжа L1 и L2 (которые в небе Луны почти неподвижны), при этом основание лифта должно находиться в центре видимой или обратной стороны Луны, соответственно.
На Венере и Меркурии сооружение лифта невозможно из-за их крайне медленного вращения (теоретический радиус стационарной орбиты намного превышает их сферу тяготения).
Легче всего построить космический лифт на астероиде.
Можно также протянуть космический лифт между двумя небесными телами, которые вращаются друг вокруг друга и постоянно повёрнуты друг к другу одной стороной (например, между Плутоном и Хароном или между компонентами двойного астероида (90) Антиопа. Однако поскольку их орбиты не являются точным кругом, потребуется устройство для постоянного изменения длины такого лифта. Лифт в этом случае можно использовать не только для вывода грузов в космос, но и для «межпланетных поездок».

## Строительство
Строительство ведётся с геостационарной станции. Один конец опускается к поверхности Земли, натягиваясь силой притяжения. Другой, для уравновешивания, — в противоположную сторону, натягиваясь центробежной силой. Это означает, что все материалы для строительства должны быть доставлены на геостационарную орбиту традиционным способом. То есть, стоимость доставки всего космического лифта на геостационарную орбиту — минимальная цена проекта.

## Экономия от использования космического лифта
Предположительно, космический лифт позволит намного снизить затраты на посылку грузов в космос. Строительство космических лифтов обойдётся дорого, но их операционные расходы невелики, поэтому их разумнее всего использовать в течение длительного времени для очень больших объёмов груза. В настоящее время рынок запуска грузов недостаточно велик, чтобы оправдать строительство лифта, но резкое уменьшение цены должно привести к расширению рынка. Пока ещё нет ответа на вопрос, вернёт ли космический лифт вложенные в него интеллектуальные и материальные затраты или лучше будет направить их в дальнейшее развитие ракетной техники. Однако лифт может быть гибридным проектом и помимо функции доставки груза на орбиту оставаться базой для других научно-исследовательских и коммерческих программ, не связанных с транспортом (например, при использовании исследовательской станции в качестве противовеса).

## Достижения
В США с 2005 года проводятся ежегодные соревнования Space Elevator Games, организованные фондом Spaceward при поддержке NASA. В этих состязаниях существуют 2 номинации: «лучший трос» и «лучший робот (подъёмник)».
В конкурсе подъёмников робот должен преодолеть установленное расстояние, поднимаясь по вертикальному тросу со скоростью не ниже установленной правилами (в соревнованиях 2007 года нормативы были следующими: длина троса — 100 м, минимальная скорость — 2 м/с, скорость, которой нужно добиться — 10 м/с). Лучший результат 2007 года — преодолённое расстояние в 100 м со средней скоростью 1,8 м/с.
Общий призовой фонд соревнований Space Elevator Games в 2009 году составлял 4 млн $.
В конкурсе на прочность троса участникам необходимо предоставить двухметровое кольцо из сверхпрочного материала массой не более 2 г, которое специальная установка проверяет на разрыв. Для победы в конкурсе прочность троса должна минимум на 50 % превосходить по этому показателю образец, уже имеющийся в распоряжении у NASA. Пока лучший результат принадлежит тросу, выдержавшему нагрузку вплоть до 0,72 т.
В этих соревнованиях не принимает участие компания Liftport Group, получившая известность благодаря своим заявлениям запустить космический лифт в 2018 году (позднее этот срок был перенесён на 2031 год). Liftport проводит собственные эксперименты, так в 2006 году роботизированный подъёмник взбирался по прочному канату, натянутому с помощью воздушных шаров. Из 1,5 км подъёмнику удалось пройти путь в 460 м. В августе-сентябре 2012 года компания запустила проект по сбору средств на новые эксперименты с подъёмником на сайте Kickstarter. В зависимости от собранной суммы планируется подъём робота на 2 или более км.
В LiftPort Group также заявляли о готовности построить экспериментальный космический лифт на Луне, на базе уже существующих технологий.
Президент компании Майкл Лэйн утверждает, что на создание такого лифта может уйти 8 лет. Внимание к проекту заставило компанию поставить новую цель — подготовку проекта и сбор дополнительных средств на начало технико-экономического обоснования так называемого «лунного лифта». По словам Лэйна, сооружение такого лифта займёт один год и обойдётся в 3 млн $. На проект LiftGroup уже обратили внимание специалисты NASA. Майкл Лэйн сотрудничал с космическим ведомством США, работая над проектом космического лифта.
На соревнованиях Space Elevator Games с 4 по 6 ноября 2009 года прошло состязание, организованное Spaceward Foundation и NASA, в Южной Калифорнии, на территории центра Драйдена (Dryden Flight Research Center), в границах знаменитой авиабазы Эдвардс. Зачётная длина троса составила 900 м, трос был поднят при помощи вертолёта. Лидерство заняла компания LaserMotive, представившая подъёмник со скоростью 3,95 м/с, что очень близко к требуемой скорости. Всю длину троса лифт преодолел за 3 мин. 49 с, на себе лифт нёс полезную нагрузку 0,4 кг.
В августе 2010 года компания LaserMotive провела демонстрацию своего последнего изобретения на AUVSI Unmanned Systems Conference в Денвере, штат Колорадо. Новый вид лазера поможет более экономично передавать энергию на большие расстояния, лазер потребляет всего несколько ватт.
В феврале 2012 года строительная корпорация «Обаяси» (Япония) объявила о планах по созданию космического лифта к 2050 году посредством использования углеродных нанотрубок.
В сентябре 2018 года Япония объявила о планах запустить в космос прототип троса для проверки технологии космического лифта. Кабина размером 6х3х3 см будет перемещаться по 10-метровому кабелю, натянутому в космосе между двумя мини-спутниками. Запуск мини-спутников JAXA планирует осуществить в сентябре 2018 года с острова Танэгасима на ракете H-2B. 22 сентября 2018 в 20:52 по Москве запуск ракеты с мини-спутниками на борту был благополучно осуществлён.

## Схожие проекты
Космический лифт является не единственным из проектов, который использует тросы для вывода спутников на орбиту. Одним из таких проектов является «Orbital Skyhook» («орбитальный крюк»). Skyhook использует не очень длинный, в сравнении с космическим лифтом, трос, который находится на околоземной орбите, и быстро вращается вокруг своей средней части. За счёт этого один конец троса движется относительно Земли со сравнительно невысокой скоростью, и на него можно подвешивать грузы с гиперзвуковых самолётов. При этом конструкция Skyhook работает как гигантский маховик — накопитель вращательного момента и кинетической энергии. Достоинством проекта Skyhook является её реализуемость уже при существующих технологиях. Недостатком является то, что на запуск спутников Skyhook расходует энергию своего движения, и эту энергию будет необходимо как-то восполнять.
Проект «Stratosphere Network of Skyscrapers» (Стратосферная сеть небоскрёбов) представляет собой сеть орбитальных лифтов, объединённых в шестигранники, покрывающую всю планету. При переходе на следующие этапы строительства опоры убираются, а каркас сети лифтов используется для постройки на нём стратосферного поселения. Проект предусматривает несколько сфер обитания.

## Космический лифт в различных произведениях
- Одним из первых концепцию космического лифта в форме проекта башни-туннеля между Землёй и Луной описал Андре Лори в романе «Изгнанники Земли», причём по сюжету идея отметалась как нелепая ради плана создать мощный электромагнит для притягивания Луны к Земле
- В эпизоде 2.9 телесериала «Тёмная материя» герои на космическом лифте перемещаются из наземного офиса корпорации «Карликовая звезда» в её научный центр, расположенный на орбите.
- В книге Роберта Хайнлайна «Фрайди» используется космический лифт, названный «бобовый стебель»
- В фильме СССР 1972 года «Петька в космосе» главный герой изобретает космический лифт.
- Одно из знаменитых произведений Артура Кларка «Фонтаны рая» основано на идее космического лифта. Кроме того, космический лифт фигурирует и в заключительной части его знаменитой тетралогии Космическая Одиссея (3001: Последняя одиссея).
- В сериале «Звёздный путь: Вояджер» в эпизоде 3.19 «Подъём» космический лифт помогает экипажу вырваться с планеты с опасной атмосферой.
- В игре Civilization IV есть космический лифт. Там он — самое позднее и самое дорогое Чудо света, которое может быть построено не выше 30 широты.
- В фантастическом романе Тимоти Зана «Шелкопряд» («Spinneret», 1985) упоминается планета способная производить суперволокно. Одна из рас, заинтересовавшаяся планетой, хотела получить это волокно именно для строительства космического лифта.
- В фантастическом романе Франка Шетцинга «Limit» космический лифт действует как основное звено политической интриги в ближайшем будущем.
- В дилогии Сергея Лукьяненко «Звёзды — холодные игрушки» одна из внеземных цивилизаций в процессе межзвёздной торговли поставила на Землю сверхпрочные нити, которые могли бы быть использованы для строительства космического лифта. Но внеземные цивилизации настаивали исключительно на использовании их по прямому назначению — для помощи при проведении родов.
- В фантастическом романе Дж. Скальци «Обреченные на победу[англ.]» системы космических лифтов активно используются на Земле, многочисленных земных колониях и некоторых планетах других высокоразвитых разумных рас для сообщения с причалами межзвёздных кораблей.
- В фантастическом романе Александра Громова «Завтра наступит вечность» сюжет построен вокруг факта существования космического лифта. Существует два устройства — источник и приёмник, которые посредством «энергетического луча» способны поднимать «кабину» лифта на орбиту.
- В фантастическом романе Аластера Рейнольдса «Город Бездны» даётся подробное описание строения и функционирования космического лифта, описан процесс его разрушения (в результате теракта).
- В фантастическом романе Терри Пратчетта «Страта» присутствует «Линия» — сверхдлинная искусственная молекула, используемая в качестве космического лифта.
- В фантастическом романе Грема Макнилла «Механикум» космические лифты присутствуют на Марсе и названы Башнями Циолковского
- Упоминается в песне группы Звуки Му «Лифт на небо».
- В самом начале игры Sonic Colors можно видеть, как Соник и Теилз поднимаются на космическом лифте, чтобы попасть в Парк Доктора Эггмана.
- В книге Александра Зорича «Сомнамбула 2» из серии Этногенез, главный герой Матвей Гумилёв (после подсадки суррогатной личности — Максим Верховцев, личный пилот товарища Альфы, главы «Звёздных борцов») путешествует на орбитальном лифте.
- В повести «Змеёныш» писателя-фантаста Александра Громова герои пользуются космическим лифтом «по дороге» с Луны на Землю.
- В цикле фантастических романов Джорджа Мартина «Путешествия Тафа» на планете С’атлем орбитальный лифт ведёт к планетоиду, обустроенному как космопорт.
- В компьютерной игре Warhammer 40,000: Space Marine космический лифт, именуемый Орбитальным Шпилем, используется силами Хаоса как плацдарм для вторжения на мир-кузницу. В процессе игры игроку предстоит его разрушить. Также космические лифты встречаются в некоторых литературных произведениях по вселенной Warhammer 40,000.
- В фантастическом произведении Джека МакДевита «Берег бесконечности» подробно описывается комплекс «Небесная гавань», являющийся ничем иным, как космическим лифтом (подъёмник, трос, противовес). Также в другом произведении автора «Обречённая» описываются находящиеся на орбите погибающей планеты Малейва-3 обломки элементов космического лифта в виде гигантского стержня длиной 3200 километров, а в поперечнике 7 метров. С астероидом, закреплённым на конце стержня.
- В трилогии Джейсона М. Хью[англ.] «The Dire Earth Cycle[англ.]» неведомая внеземная цивилизация в начале XXIII века с помощью прибывших к Земле кораблей-роботов устанавливает сверхпрочные тросы, связанные с орбитой, на которой они и остались: сначала в Дарвине (Австралия), затем в Бразилии. Через 12 лет после установки Дарвиновского лифта на Землю обрушивается непонятная вирусная «чума», превращающая людей (кроме ничтожного числа иммунных) в «сублюдей» с животными повадками.
- В градостроительной игре Cities: Skylines космический лифт является одним из монументов.
- В игре Anno 2205 космический лифт используется при товарообмене с Луной для доставки и возвращения грузов на орбиту.
- В игре Call of Duty: Infinite Warfare космический лифт построен на Марсе силами S.D.F., последняя миссия игры проходит на самом лифте и его противовесе — верфи на орбите планеты.
- В 14-й серии 1-го сезона мультсериала Генератор Рекс фигурирует орбитальный лифт, построенный агентством «Провидение».
- В игре Satisfactory постройка космического лифта является целью для дальнейшего развития.
- В игре Ace Combat 7: Skies Unknown космический лифт становится причиной войны между несколькими странами.
- В игре Per Aspera, посвящённой терраформингу и колонизации Марса, можно построить космический лифт, и даже не один. Для грузовых миссий он выполняет роль обычного космодрома без каких-то заметных преимуществ, однако в пассажирских миссиях позволяет перевозить с Земли гораздо больше людей за раз (2000 против 50 у обычного космодрома), что позволяет гораздо быстрее достичь скрытой финальной цели в 1 миллион населения. Также его строительство является обязательным требованием для постройки финальных сооружений, необходимых для получения каждой из трёх концовок.
- В телесериале Apple TV+ «Основание» галактическая империя в далёком будущем использует космические лифты.
- В ранобэ Accel World в Японии 2030 года заканчивается строительство первого в мире космического лифта.
- В трилогии «Память о прошлом Земли» китайского писателя-фантаста Лю Цысиня космический лифт используется при подготовке к межзвёздной войне с Трисолярисом. В первой части трилогии, романе «Задача трёх тел», идея космического лифта упоминается вскользь, а во второй части, романе «Тёмный лес», эта идея воплощается и обнадёживает человечество.

### В манге и аниме
- В третьем эпизоде аниме Кибер-город Эдо с помощью космического лифта можно было подняться на орбитальный криогенный банк.
- В Battle Angel фигурирует циклопический космический лифт, на одном конце которого находится Небесный Город Салем (для граждан) вместе с нижним городом (для не-граждан), а на другом конце находится космический город Йеру. Аналогичная конструкция находится и на другой стороне Земли.
- В аниме Mobile Suit Gundam 00 присутствуют три космических лифта, на них также крепится кольцо из солнечных батарей, что позволяет использовать космический лифт ещё и для добычи электроэнергии.
- В аниме Z.O.E. Dolores, I[англ.] присутствует космический лифт, а также показано что может быть в случае теракта.
- Космический лифт упоминается в аниме-сериале Кровь Триединства, в нём противовесом служит космический корабль «Arc».
- Космический лифт также присутствует в манге БиоМега[англ.].
- В манге Учитель-Чародей Негима[англ.]
- В аниме-сериале «Легенда о героях Галактики» космический лифт присутствует на нейтральной планете Феззан.
- В аниме-сериале «Suisei no Gargantia» в целях скорейшего исследования космоса и спасения от глобального похолодания (т. н. «Пятый ледниковый период») путем переселения цивилизации к другим звёздам, т. н. «Континентальным Союзом» (предположительно, страны Европы, Россия и США) были созданы многочисленные космические лифты (судя по кадрам — 6). В отличие от лифтов использующих «тросовую систему» — здесь это сложные башнеобразные структуры.
- В аниме-фильме «A Certain Magical Index: The Movie – The Miracle of Endymion[англ.]» (из серии To Aru Majutsu no Index) сюжет развивается вокруг открытия космического лифта «Эндимион».